# Creatonotos cinerascens
Creatonotos cinerascens är en fjärilsart som beskrevs av Jean Baptiste Boisduval. Creatonotos cinerascens ingår i släktet Creatonotos och familjen björnspinnare. Inga underarter finns listade i Catalogue of Life.